# مدارک، لطفاً
مدارک، لطفاً (انگلیسی: Papers, Please) یک بازی ویدئویی معمایی شبیه‌سازی است که توسط توسعه‌دهندهٔ مستقل بازی‌های ویدئویی، لوکاس پوپ، ساخته شده و توسط شرکت تولیدی او، ۳۹۰۹ ال‌ال‌سی، توسعه یافته و منتشر شده‌است. این بازی در ۸ اوت ۲۰۱۳ برای مایکروسافت ویندوز و مک‌اواس، در ۱۲ فوریه ۲۰۱۴ برای لینوکس و در ۱۲ دسامبر ۲۰۱۴ برای آی‌اواس عرضه شد. نسخه‌ای مخصوص پلی‌استیشن ویتا در اوت ۲۰۱۴ معرفی و در ۱۲ دسامبر ۲۰۱۷، عرضه شد.
در مدارک، لطفاً، بازیکن نقش یک افسر مهاجرتی را بر عهده دارد که در مرز کشور ویران‌شهری و بلوک شرقی آرستوتزکا کار می‌کند. این کشور با کشورهای همسایه‌اش، رابطهٔ سیاسی خصمانه‌ای داشته و دارد. بازی در یک ایست و بازرسی مهاجرتی در گرستین، مرز بین آرستوتزکا و کشور همسایه‌اش، کولیشیا، جریان دارد. بازیکن به عنوان یک افسر مهاجرتی، باید مدارک هر مهاجر را با استفاده از تعدادی ابزار و راهنما در برابر فهرستی فزاینده از قوانین بررسی کرده و گذرنامه و دیگر اسناد متعلق به مهاجر را به وی برگرداند. در صورت انطباق مدارک با قوانین، بازیکن می‌بایست اجازهٔ گذر از مرز را بدهد و در غیر این صورت، مهاجر را رد کرده یا در مواردی، او را بازداشت کند. در پایان هر روز، بازیکن متناسب با تعداد بررسی‌های صحیحی که داشته، حقوقی دریافت می‌کند و برای اشتباه‌های خود، جریمه می‌شود. این درآمد برای فراهم کردن سرپناه، غذا و گرمایش مناسب برای خانوادهٔ شخصیت اصلی، صرف می‌شود. در بعضی موارد، بازیکن با انتخاب‌های اخلاقی، مثل پذیرش نامزد یک شهروند، با وجود ناقص بودن مدارک او، مواجه می‌شود که تصمیمات وی در چنین مواردی، روی درآمد او تأثیرگذار هستند. در دنیای سیاسی متغیر بازی، سیاست مهاجرت مداوماً تغییر کرده و به اطلاع بازیکن می‌رسد. افزون بر حالت داستانی که روند رویدادهایی ازپیش‌تعیین‌شده را دنبال می‌کند که در آرستوتزکا رخ داده‌اند، یک حالت بی‌پایان هم در بازی وجود دارد که در آن، بازیکن باید بیشترین مهاجران ممکن را بررسی کند.
مدارک، لطفاً در هنگام عرضه با واکنش‌های مثبتی روبه‌رو شد. این بازی برندهٔ و نامزد دریافت جوایز بسیاری همچون جوایز انتخاب توسعه‌دهندگان بازی و جوایز بازی فرهنگستان بریتانیا شد و وایرد و نیویورکر آن را یکی از برترین بازی‌های ۲۰۱۳ معرفی کردند. پوپ اعلام کرده که تا سال ۲۰۱۶، بیش از ۱٫۸ میلیون نسخه از این عنوان فروخته شده‌است.